# ویل پس (آلاسکا)
ویل پس (به انگلیسی: Whale Pass) شهری در ناحیه سرشماری پرینس آو ویلز-هایدر ایالت آلاسکا است که جمعیت آن در سرشماری سال ۲۰۰۰ میلادی ۵۸ نفر بوده‌است.